# Panhard & Levassor Type X63
Der Panhard & Levassor Type X63 ist ein Pkw-Modell der Zwischenkriegszeit. Hersteller war Panhard & Levassor in Frankreich.

## Beschreibung
Die Fahrzeuge haben einen ventillosen Schiebermotor nach einer Lizenz von Charles Yale Knight. Im Motorcode „SK6C4“ steht das „K“ für Knight und die „6“ für die Anzahl der Zylinder.
Der Sechszylinder-Reihenmotor hat 69,5 mm Bohrung, 103 mm Hub und 2344 cm³ Hubraum. Er wurde auch 12 CV six cylindres (sechs Zylinder) und 12 CV six cylindres Spéciale genannt. Der Motor leistet 60 PS.
Der Radstand beträgt 312 cm.
Bekannt sind die Karosseriebauformen Torpedo, Limousine und Coupé.
Die Produktion lief von September 1928 bis 1931. In den einzelnen Kalenderjahren wurden 19, 827, 748 und 35 Fahrzeuge hergestellt. In Summe sind das 1629 Fahrzeuge, von denen 183 exportiert wurden. Die Ausführung Spéciale, die es ab dem zweiten Jahr gab, trug nur wenig zu den Verkäufen bei.
Am 13. Dezember 2020 wurde ein erhaltener Tourenwagen von 1928 für 27.052 Euro versteigert.
Vorgänger war der Type X45 mit einem Vierzylindermotor vergleichbaren Hubraums.